# Diana Abgar
Diana Abgar (ou Apcar ; Դիանա Աբգար en arménien ; 17 octobre 1859 - 8 juillet 1937), issue de la diaspora arménienne, auteure et humanitaire, est l'une des premières femmes du XXe siècle à être investie d’un poste diplomatique, puisqu’elle est durant la brève période d’existence de la Première République d’Arménie (1918-1920) sa consul honoraire au Japon, en 1920.

## Biographie

### Jeunesse, formation et carrière professionnelle
Diana Abgar, baptisée Gayane Agabeg, est née à Rangoon (l’actuelle ville de Yangon au Myanmar), dans l’une des provinces indiennes de l’Empire britannique dénommée « Birmanie britannique », le 17 octobre 1859.
Son père est un Arménien qui a grandi dans le quartier de La Nouvelle-Djolfa, au cœur de la ville iranienne d’Ispahan, puis il a migré en Asie du Sud-Est. Sa mère quant à elle est originaire de la ville de Shiraz, dans la partie centrale de l’ancienne Perse.
Diana est la plus jeune d’une famille de 7 enfants. Elle est élevée dans la ville de Calcutta, où elle étudie dans le monastère pour femmes de la ville. Elle y apprend parfaitement l’anglais mais aussi l’arménien et l’hindi ; elle maîtrise également le farsi, le japonais et le chinois. Ce nombre remarquable de langues lui permettra assurément de développer un réseau international.
Elle épouse Mykayel Abgar, descendant lui aussi d’une famille du quartier arménien de New Julfa.
Le couple s'enrichit dans le commerce qu’il développe à travers toute l’Asie du Sud-Est ; la famille Abgar se distingue particulièrement dans l’import-export d'une molécule naturelle extraite des lacs sud-asiatiques aux nombreuses propriétés. En 1891, Diana et son mari emménagent au Japon, qui vient de s’ouvrir sur le monde pour développer son commerce. Cependant, ils font face à deux faillites. Diana met au monde cinq enfants, dont trois survivent.
Son mari meurt brutalement en 1906. En plus d’avoir à charge ses trois enfants, elle doit rembourser leur dette. Elle poursuit leur entreprise commerciale, qu’elle fait fructifier en établissant des relations d’affaires avec les États-Unis, l’Europe mais aussi la Chine.
Plus tard, son fils prendra la relève des affaires de la famille. Elle pourra donc consacrer tout son temps à l'action humanitaire, son rôle diplomatique mais aussi à ses écrits.
En 1923, le séisme de Kanto frappe le Japon et Diana Abgar devient à son tour une sans-abri.
À l'âge de soixante-sept ans, Diana Abgar fait face à de nombreux problèmes de santé, tels que la diminution de sa vue et de son ouïe mais aussi de l’arthrite. Dix ans plus tard, le matin du 8 juillet 1937, elle meurt dans la ville japonaise de Yokohama. Elle est enterrée dans le cimetière des étrangers auprès de son mari. Leur tombe sera entretenue par la Société de l'amitié entre Arméniens et Japonais en reconnaissance de ses nombreuses actions humanitaires pour la diaspora apatride.

### Carrière diplomatique

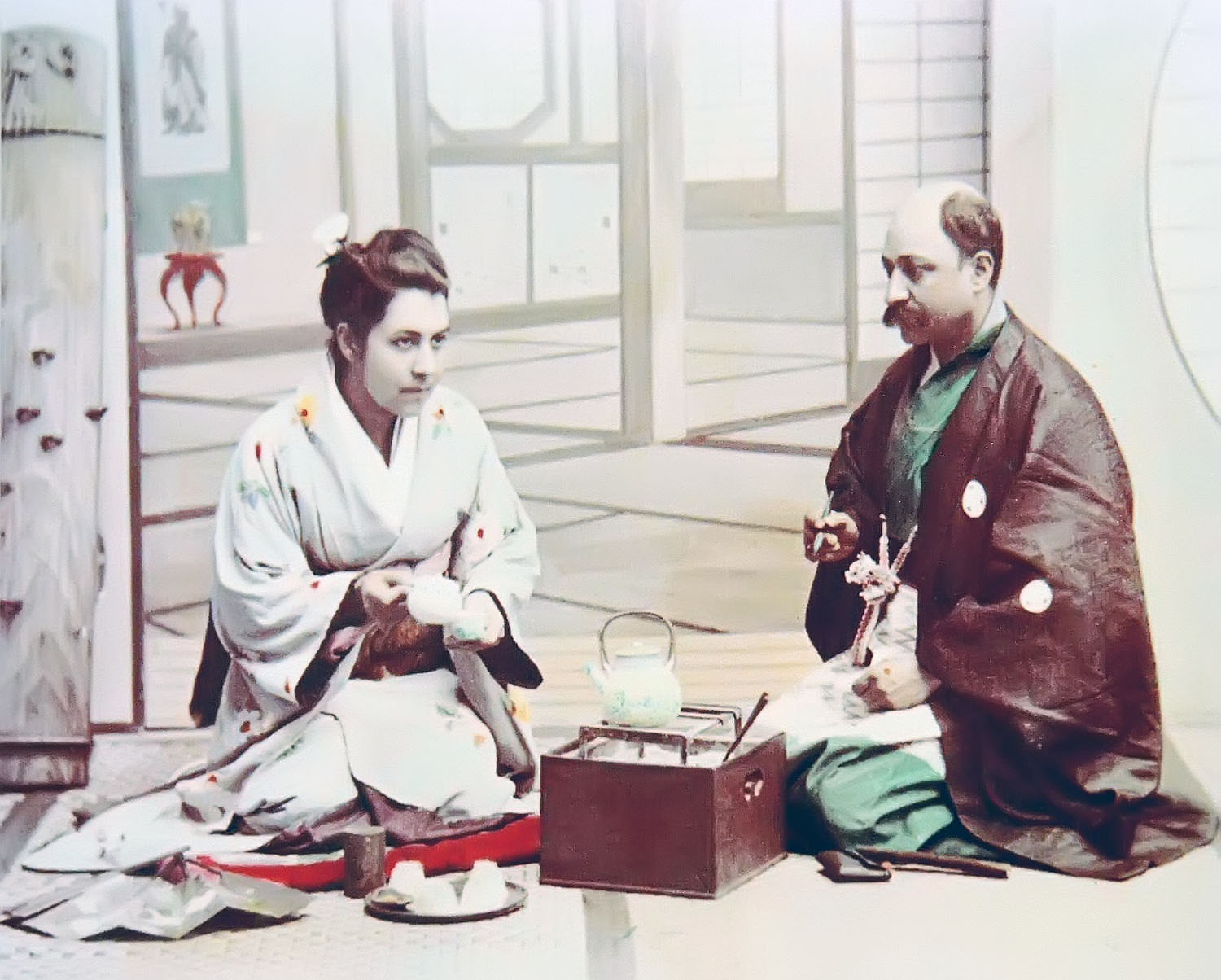
Diana Abgar portant une tenue traditionnelle japonaise.

En 1918, l’Arménie voit son avenir s’éclaircir avec la défaite de l’Empire ottoman et la révolution russe. La Première République d’Arménie est créée. En 1920, après avoir été reconnue par le Japon, notamment grâce à l'implication de Diana Abgar, le jeune régime, via son Premier ministre, nomme Diana consul en Extrême-Orient. Cela fait d’elle la première femme Arménienne investie d’un poste diplomatique mais aussi l’une des premières femmes de son siècle. Cependant, avant que le Japon ne puisse officialiser son nouveau statut, la Première République d’Arménie est absorbée par l’Union soviétique, son poste disparaît donc de facto.

### Lanceuse d'alerte et humanitaire
Si elle est une véritable femme d’affaires et d’influence, Diana Abgar a toujours préféré concentrer son énergie et ses moyens à l’œuvre humanitaire. Bien qu’elle-même et ses parents n'ont pas vécu en Arménie, elle a un véritable sentiment d’appartenance au peuple arménien, qu’elle souhaite donc aider autant qu’elle le peut. Tout d’abord, elle écrit sur les massacres d’Arméniens commis en 1895 et 1896 puis sur le massacre d’Adana en 1909, qui font des ravages au sein de cette population chrétienne enclavée.

« En faisant une étude de mon peuple, j'ai trouvé trois caractéristiques principales, Intelligence, Énergie et Industrie. S'ajoute à ces trois caractéristiques un amour intense pour la Nation. Nous vivons dans un monde complexe. Pour un peuple indépendant, ces caractéristiques sont des vertus louables. Pour un peuple soumis, elles sont des crimes.
Après avoir pris à cœur cette vérité amère, je n'ai pas eu à chercher le pourquoi des massacres à l'encontre des Arméniens.
Les massacres envers les Arméniens sont sans équivalent dans l'histoire... »

Pendant la Première Guerre mondiale, alors que le premier royaume chrétien est tiraillé entre la Sublime Porte de l’Empire ottoman aux mains des Jeunes-Turcs et la Russie tsariste puis soviétique, elle donne des conférences sur le peuple arménien en proie aux massacres et écrit dans les colonnes de célèbres journaux, tels que The Japan Gazette, The Times ainsi que Le Figaro.
Elle plaide pour le droit des arméniens à « la sécurité de la vie et des biens sur le sol de leur propre pays ». Consciente que si rien n’était fait, les Arméniens subiraient de nouveaux massacres, elle correspond également avec le président de l'université Stanford, David Starr Jordan, le président de l'université Columbia, le secrétaire d’État américain Robert Lansing et des dizaines d’autres personnalités – journalistes, missionnaires, hommes politiques.
Malheureusement, ses efforts furent vains et le génocide arménien de 1915 dépasse ses pires prévisions, un million et demi de personnes sont tuées et des centaines de milliers de survivants se lancent sur les routes de l’Exode. Cependant, l’Europe étant inaccessible à cause de la Première Guerre mondiale, et la Russie rapidement ensanglantée par la révolution bolchévique, beaucoup prennent le chemin inattendu en direction de l’Est, à travers la Sibérie sans fin, jusqu'à l’océan Pacifique, où Diana Abgar s'investit pour les accueillir.

#### Travail d'auteur
Elle consacre également sa plume aux souffrances du peuple arménien. Elle écrit tout d'abord dans les journaux du monde entier pour avertir des dangers encourus par ses compatriotes.
La plupart de ses publications sont dédiées au génocide arménien. En 1920, elle a déjà écrit neuf livres sur le sujet.
Parmi ses écrits :
- The Great Evil. Yokohama, Japon : « Japan Gazette » Press, 1914, 114 pp.
- Peace and No Peace. Yokohama, Japon : « Japan Gazette » Press, 1912, 101 pp.
- The Peace Problem. Yokohama, Japon: « Japan Gazette » Press, 1912, 131 pp.
- On the Cross of Europe’s Imperialism: Armenia Crucified. Yokohama, Japon : 1918, 116 pp.[2]
- In His Name... Yokohama, Japon : « Japan Gazette » Press, 1911. 52 pp.
- Betrayed Armenia. Yokohama, Japon : « Japan Gazette » Press, 1910, 77 pp.
- The Truth about the Armenian Massacres. Yokohama, Japon : « Japan Gazette » Press, 1910, 26 pp.
- Home Stories of the War. Kobe, Japon : The Kaneko Printing Works, 1905, 47 pp.
- Susan. Yokohama, Japon : Kelly and Walsh, Limited, 1892, 109 pp.

#### Action humanitaire au contact des réfugiés
Dans un premier temps, Diana Abgar négocie avec les autorités japonaises pour accorder aux Arméniens un asile temporaire au Japon.
Elle vient personnellement en aide aux réfugiés arméniens dans un pays où toutes les sources de revenus sont inaccessibles aux étrangers. Elle s’occupe de leurs visas auprès des autorités japonaises, permettant ainsi le voyage des réfugiés. 

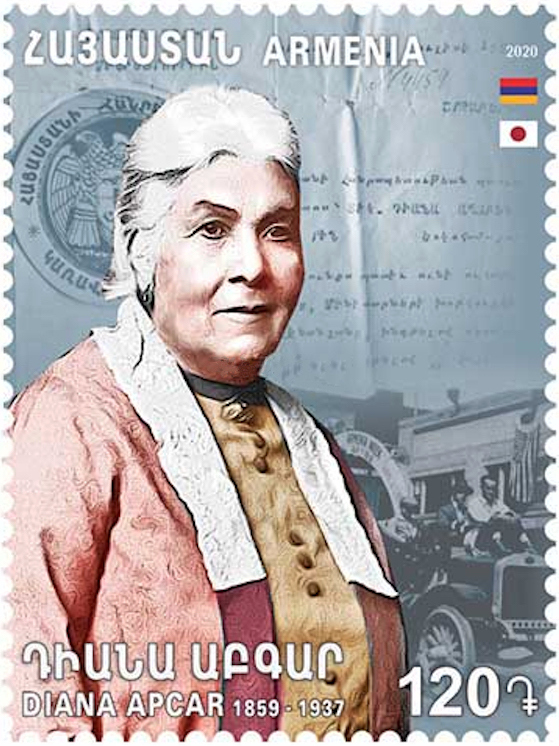
Timbre arménien à l'effigie de Diana Abgar.

C’est alors que le siège de son entreprise se transforme en un bureau pour une mission diplomatique en faveur des exilés arméniens, tandis que sa maison leur sert d’abri. Puisant dans ses fonds personnels, elle loue également de nombreux appartements. De surcroît, elle inscrit les enfants à l’école. Son action sera encore plus forte lorsqu’elle sera dotée du poste de consul.
Diana Abgar devient également la représentante japonaise de la Croix-Rouge américaine de Vladivostok. Elle parvient à entrer en contact avec les membres de la diaspora arménienne aux États-Unis, afin qu’ils puissent accueillir leurs parents.
Son combat acharné pour ses compatriotes la conduit ensuite à négocier auprès des compagnies ferroviaires afin que des bateaux à vapeur soient affrétés pour le transport des réfugiés, ce qui se fait avec grande difficulté, les bateaux étant réservés à l’effort de guerre qui allait bientôt prendre fin.

## Postérité
En 2004, une arrière-petite-fille de Diana Abgar, Mimi Malayan, retrouve un coffret contenant ses écrits, dont certains sont inédits. Elle débute alors des recherches sur sa vie. 
En 2018, en se fondant sur ses recherches, elle réalise un film documentaire intitulé The Apatrides Diplomat.
Elle crée en outre un site Internet présentant de nombreuses publications de Diana Abgar.
Par ailleurs, des recherches ont été faites pendant près de quinze ans pour retrouver les réfugiés que Diana Abgar avait aidés, grâce aux documents des compagnies ferroviaires ainsi que ceux des services d’immigration américains. Les chercheurs ont pu identifier plus de six cents personnes qui ont été aidées par Diana Abgar et qui ont pu ensuite construire une nouvelle vie aux États-Unis.
En reconnaissance de son action pour la communauté arménienne, le catolicos Gevorg V lui a dédié un kontakion. 

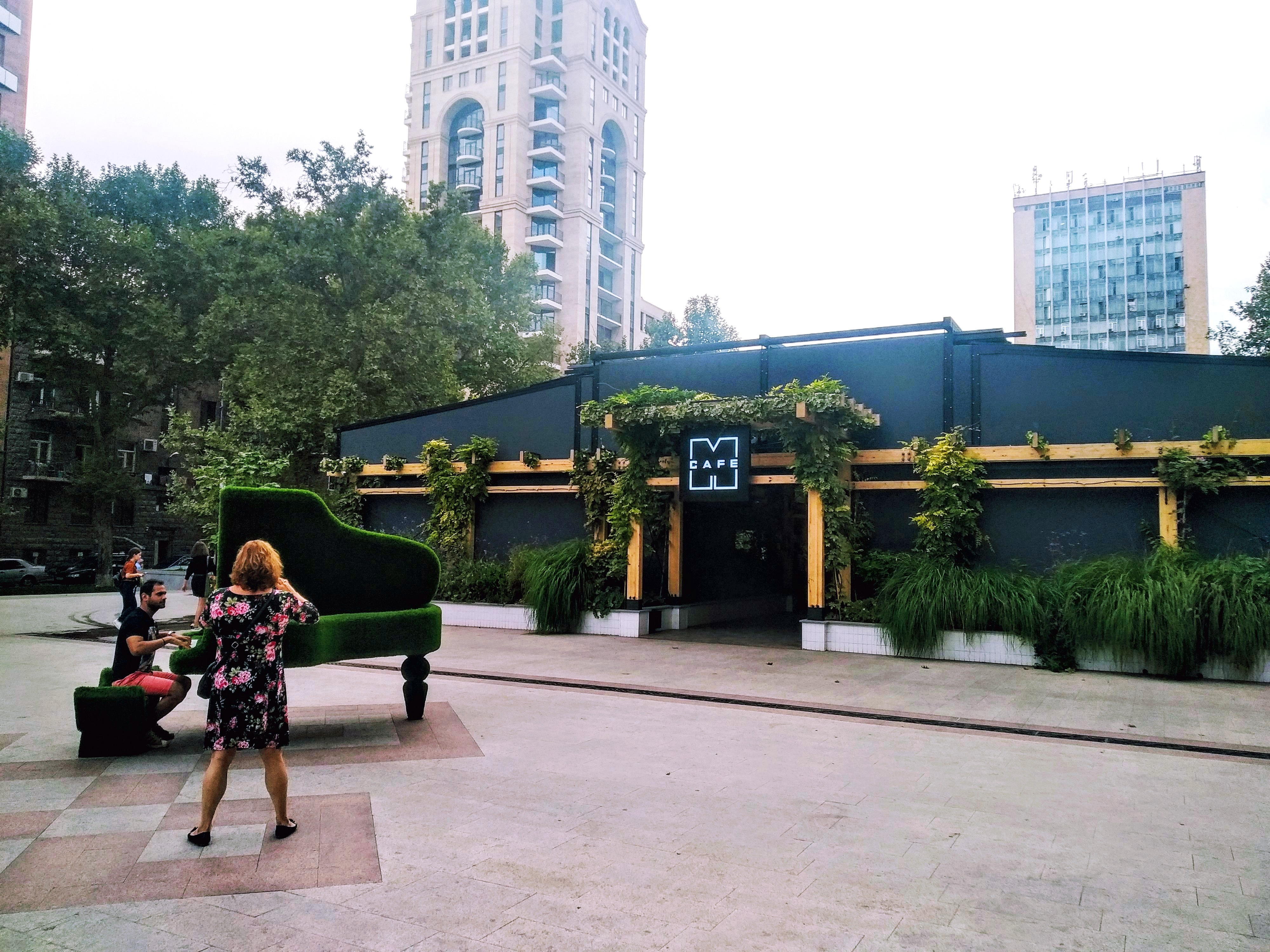
Parc Diana-Abgar à Erevan.

Cependant, son histoire pourtant admirable n’a jamais été retenue dans les livres d’histoire. Les Arméniens de la diaspora présente aux États-Unis ont dû s’intégrer, tandis qu’en Arménie les Soviétiques ont procédé à une invisibilisation de l’histoire souveraine du pays. Seule une poignée d’érudits arméniens sont de nos jours au fait du rôle de cette personnalité.
Pour remédier à cela, les autorités arméniennes de la capitale, Erevan, baptisent en 2019 un parc du nom de Diana Abgar.